# Theodor Kreeb
Theodor Kreeb (* 14. Juli 1882 in Schwäbisch Hall; † 22. September 1954 in Waldsee) war ein deutscher Beamter.
Theodor Kreeb besuchte die Gymnasien in Schwäbisch Hall, Rottweil und Reutlingen. Von 1901 bis 1905 studierte er Jura in Berlin und Tübingen, 1905 legte er die Erste und 1907 die Zweite Staatsprüfung ab. Er war Mitglied der Studentenverbindung Roigel Tübingen. 1908 trat Kreeb in die württembergische Innenverwaltung ein. Am 20. März 1913 wurde er Amtmann beim Amtsoberamt Stuttgart, am 20. Mai 1920 planmäßiger Assessor mit dem Titel Oberamtmann.
Er war von 1923 bis 1937 Amtsvorsteher des Oberamts Urach, ab 1928 mit dem Titel Landrat. Nach Auseinandersetzungen mit dem NSDAP-Kreisleiter in Urach war Theodor Kreeb von 1937 bis 1945 Landrat des Landkreises Ravensburg und übernahm Aufgaben für das DRK (Deutsches Rotes Kreuz). Im Mai 1945 wurde er von der französischen Militärregierung suspendiert und im Juli 1945 von der amerikanischen Militärregierung entlassen. Ab Mai 1945 war Kreeb mit humanitären Missionen im Auftrag des IKRK (Internationales Komitee vom Roten Kreuz) betraut. Zum 28. Februar 1947 wurde Kreeb altersbedingt pensioniert. Bis Dezember 1947 war er Mitglied des Landesausschusses des Landesverbands des Roten Kreuzes Württemberg-Hohenzollern und Vorsitzender der Gesellschaft für gesundheitliche Fürsorge. Bei der Entnazifizierung wurde er von der Spruchkammer des Staatskommissariats für politische Säuberung Württemberg-Hohenzollern am 28. September 1948 als „unbelastet“ eingestuft. Als Besonderheit war Theodor Kreeb zwischen 1933 und 1945 der einzige aktive Landrat in Württemberg, der nicht Mitglied der NSDAP war.